# Elodina queenslandica
Elodina queenslandica is een vlindersoort uit de familie van de Pieridae (witjes), onderfamilie Pierinae.
Elodina queenslandica werd in 1993 beschreven door De Baar & Hancock.